# Asbach (Rodauer Bach)
Der Asbach ist der linke Oberlauf des Rodauer Bachs und ein etwa 21⁄2 Kilometer langer Bach im Odenwald, der im hessischen Landkreis Darmstadt-Dieburg verläuft.

## Geographie

### Verlauf
Der Asbach ist ein Fließgewässer im Flusssystem Gersprenz, der in der Gemarkung des gleichnamigen Ortes Asbach am Nordhang des Steinernfirstes entspringt, etwa 500 Meter südwestlich des Ortes am Waldrand. Er fließt 2,5 km lang in allgemein nordöstlicher Richtung. Nachdem er den Ortskern passiert hat, vereint sich der Asbach westlich von Rodau im Stadtgebiet Groß-Bieberau beim Steinwerk Hottes, einem Granitwerk, mit dem von rechts kommenden und längeren Johannisbach zum Rodauer Bach.

### Flusssystem Gersprenz
- Fließgewässer im Flusssystem Gersprenz

## Daten und Charakter
Der Asbach ist ein silikatischer Mittelgebirgsbach. Er hat kein eigenes Einzugsgebiet.